# Eugène Anspach
Eugène Guillaume Anspach (Brussel, 7 februari 1833 - aldaar, 21 december 1890) was een Belgisch bankier. Hij was gouverneur van de Nationale Bank van België.

## Biografie

### Familie
Eugène Anspach was de jongste zoon van handelaar en volksvertegenwoordiger François Anspach en Marie-Françoise Honnorez, en een kleinzoon van Isaac Salomon Anspach, poorter van Genève, calvinistische predikant en een politiek figuur in de Republiek Genève, hoofdauteur van de Grondwet van Genève van 1794. Hij was de broer van Jules Anspach, advocaat, volksvertegenwoordiger en burgemeester van Brussel, en Édouard Anspach, diplomaat. 
Hij trouwde in 1856 in Brussel met Adèle Deswert (1834-1915), dochter van Louis Deswert, bankier en lid van het Nationaal Congres. Ze kregen twee zoons:
- Armand Anspach (1856-1937), advocaat bij het Hof van Cassatie, volksvertegenwoordiger en koloniaal bestuurder, trouwde in 1881 in Brussel met Émilie Puissant (1862-1960), dochter van Albert Puissant, industrieel, volksvertegenwoordiger, provincieraadslid van Henegouwen en burgemeester van Merbes-le-Château. Ze kregen twee zoons en twee dochters, waaronder Paul Anspach, met afstammelingen tot heden, en waren de schoonouders van Léon Cornil.
- Lucien Anspach (1857-1915), ingenieur en hoogleraar aan de Université libre de Bruxelles, trouwde in 1881 met Jeanne-Eugénie Orban (1859-1911), kleindochter van Henri-Joseph Orban. Ze kregen een zoon en een dochter, waaronder Henri Anspach, zonder afstammelingen tot heden. In 1905 hertrouwde hij met Jeanne van Moorsel (1879-1924), dochter van Gustave van Moorsel, voorzitter van de rechtbank van eerste aanleg van Brussel. Ze kregen een zoon die op jonge leeftijd overleed.
- Lionel Anspach (°1863), trouwde met Louise Guillery (°1865). Ze kregen een zoon en twee dochters.

### Loopbaan
Anspach behaalde in 1856 het diploma van doctor in de rechten aan de Université libre de Bruxelles. Beroepshalve was  hij financier. Hij was ook politiek correspondent voor La Meuse. Hij werd lid van de Orde van Advocaten, maar liet zich niet aan de balie inschrijven.
In 1864 werd hij in navolging van zijn schoonvader censor bij de Nationale Bank van België. Hij werd er directeur van het emissie-instituut in 1870, vicegouverneur in 1882 en gouverneur in 1888. Hij overleed twee jaar later.
Anspach was lid van de Société des Douze.